# Union Kavala BC
O Union Kavala Basketball Club é um clube profissional de basquetebol sediado na cidade de Cavala, Grécia que atualmente disputa a Liga Grega. Foi fundado em 2003 e manda seus jogos na Kalamitsa Indoor Hall com capacidade para 1.650.